# Списак српских извођача забавне музике
Списак српских извођача забавне музике који су неки део или целу своју каријеру посветили забавној музици:

## А
- Драган Антић

## Б
- Беби Дол
- Тања Бањанин
- Елеонора Баруџија
- Изолда Баруџија
- Мирјана Беширевић
- Тијана Богићевић
- Невена Божовић

## В
- Диего Варагић
- Жељко Васић
- Саша Васић
- Бисера Велетанлић
- Сенка Велетанлић
- Леонтина Вукомановић

## Г
- Наташа Гајовић
- Владо Георгиев
- Дадо Глишић
- Предраг Гојковић Цуне
- Златко Голубовић
- Радослав Граић

## Д
- Душан Данчуо
- Жарко Данчуо
- Тијана Дапчевић

## Ђ
- Бети Ђорђевић

## Ж
- Наташа Живковић
- Јелена Живановић

## И
- Предраг Ивановић
- Нена Ивошевић

## Ј
- Душан Јакшић
- Мара Јанковић
- Мики Јевремовић
- Жељко Јоксимовић
- Ивана Јордан

## К
- Радмила Караклајић
- Никола Каровић
- Нада Кнежевић
- Александра Ковач
- Кристина Ковач
- Саша Ковачевић

## Л
- Зоран Лековић
- Локице

## М
- Мадам Пиано
- Мари Мари
- Ђорђе Марјановић
- Срђан Марјановић
- Маја Марковић
- Оливера Марковић
- Лео Мартин
- Ксенија Мијатовић
- Бојан Милановић
- Зоран Миливојевић
- Живан Милић

## Н
- Маја Николић
- Лола Новаковић

## О
- Оливера Катарина
- Бошко Оробовић
- Маја Оџаклијевска

## П
- Зорана Павић
- Иванка Павловић
- Петар Пајић
- Романа Панић
- Вера Панчић
- Мира Пеић
- Славко Перовић
- Дејан Петковић
- Крста Петровић
- Љиљана Петровић
- Тихомир Петровић
- Војин Поповић
- Ратко Поповић
- Последња Шанса

## Р
- Александра Радовић
- Рођа Раичевић
- Борис Режак

## С
- Владимир Савчић Чоби
- Жељко Самарџић
- Цеца Славковић
- Ана Станић
- Боба Стефановић
- Перица Стојанчић
- Вања Стојковић
- Драган Стојнић
- Миња Субота

## Т
- Драган Токовић
- Лана Токовић
- Јелена Томашевић

## У
- Неда Украден

## Ф
- Фрајле
- Фламингоси

## Х
- Зафир Хаџиманов

## Ч
- Здравко Чолић

## Ш
- Тамара Шарић
- Марија Шерифовић
- Марија Шестић